# Aleksander Dominik Giedziński
Aleksander Dominik Giedziński herbu Prawdzic – cześnik lwowski w latach 1699-1713, cześnik żydaczowski w latach 1696-1699.
Sędzia kapturowy ziemi halickiej w 1696 roku. Był elektorem Augusta II Mocnego z ziemi lwowskiej i przemyskiej w 1697 roku.